# 真鍋頼一
真鍋 頼一（まなべ よりいち、1887年5月7日 - 1971年11月19日）は日本基督教団の牧師である。
1887年に現在の愛媛県西条市に生まれる。1903年に洗礼を受ける。1913年に青山学院神学部を卒業し、日本メソジスト教会の牧師になる。日本メソジスト牛込教会牧師、日本メソジスト教会社会局長などを経て、1941年の日本基督教団の成立時に日本基督教団の第2部の牧師になる。そして阿部義宗の後をついで、1946年まで日本基督教団第2代議長になる。同年、日本基督教団池の上教会の牧師に就任する。空襲で会堂を失った日本基督教団牛込教会の会員が参集する。
牛込教会と池の上教会は真鍋の元で合同礼拝持ち、1948年3月に牛込教会と池の上教会が合併して日本基督教団美以教会が誕生、同年7月教団の指導により頌栄教会と改称され、真鍋が頌栄教会初代牧師になる。同時に、青山学院理事長や日本基督教社会事業同盟理事長などをつとめた。